# Mistrzostwa Świata FIBT 1939
Mistrzostwa Świata FIBT 1939 odbyły się w dniu 1 lutego 1939 we włoskiej miejscowości Cortina d’Ampezzo, gdzie rozegrano konkurencję męskich czwórek i w szwajcarskim Sankt Moritz, gdzie rozegrano konkurencję dwójek bobslejowych.

## Dwójki
- Data: 1 lutego 1939

| Miejsce | Narodowość | Zawodnik                    | czas |
| ------- | ---------- | --------------------------- | ---- |
| 1       | Belgia     | René Lunden Jean Coops      | –    |
| 2       | III Rzesza | Bibo Fischer Rolf Thielecke | –    |
| 3       | III Rzesza | Hanns Kilian Schletter      | –    |

## Czwórki
- Data: 1 lutego 1939

| Miejsce | Narodowość      | Zawodnik                                                      | czas |
| ------- | --------------- | ------------------------------------------------------------- | ---- |
| 1       | Szwajcaria      | Fritz Feierabend Heinz Cattani Alphonse Hörning Joseph Beerli | –    |
| 2       | Wielka Brytania | Frederick McEvoy Hoard Critchley Charles Green                | –    |
| 3       | III Rzesza      | Hanns Kilian Werner Windhaus Hans Schmidt Franz Kemser        | –    |

## Tabela medalowa
| Miejsce | Państwo         |   |   |   | Razem |
| ------- | --------------- | - | - | - | ----- |
| 1.      | Belgia          | 1 | 0 | 0 | 1     |
|         | Szwajcaria      | 1 | 0 | 0 | 1     |
| 3.      | III Rzesza      | 0 | 1 | 2 | 3     |
| 4.      | Wielka Brytania | 0 | 1 | 0 | 1     |